# L'Armentera (l'Esquirol)
L'Armentera és una masia de l'Esquirol (Osona) inclosa a l'Inventari del Patrimoni Arquitectònic de Catalunya.

## Descripció
Masia clàssica de planta rectangular (12 x 11 m), on s'observen diverses fases constructives. Presenta dos volums ben marcats pel traçat de la teulada, un adossat a la façana sud del cos original, amb funció de porxo. Coberta a dues vessants amb el carener perpendicular a la façana principal, actual, situada a tramuntana. Presenta també uns annexes a la façana Est que devien ser coberts i actualment són dependències de la casa de colònies. La façana principal no presenta cap eix de simetria i s'accedeix al portal d'entrada per una escala. La resta de façanes no presenten cap mena de simetria, excepte la sud, on hi ha el porxo i quatre finestres. Hi ha obertures de pedra picada i també de totxo. Les façanes Nord i Oest estan arrebossades.

## Història
Masia antiga documentada al segle xiv. El nom sembla que provingui de "arment" o "armenter", o sigui, pastor de bestiar gros. És la casa on serví en Toni Gros, fundador de Can Toni.
Apareix en el "Nomenclator de la Provincia de Barcelona. Partido Judicial de Vich. 1860" com a casa de pagès.